# Максименко, Иван Кириллович
Ива́н Кири́ллович Максиме́нко (укр. Іван Кирилович Максименко; 10 февраля [23 февраля] 1907, село Пруссы, Киевская губерния — 31 мая 1976 года, Киев) — учёный-селекционер, генетик, доктор биологических наук, профессор, член Академии наук Туркменской ССР (с 1959 года), Герой Социалистического Труда.

## Биография
Родился 10 февраля [23 февраля] 1907 в селе Пруссы. Украинец. Начальное образование получил на Украине, затем учился в Ташкенте, работал в Туркмении.
Окончил ТашСХИ (1935) и аспирантуру ВНИИ хлопководства (1939). В 1939—1952 годах зав. отделом селекции и семеноводства Иолотанской хлопко-люцерновой опытной станции.
В 1952—1959 годах зав. сектором хлопководства Туркменского НИИ земледелия. В 1959—1965 годах зав. сектором генетики и цитологии Института ботаники АН Туркменской ССР. С 1965 года консультант НИИ земледелия.
Последние годы жил Киеве. Умер 31 мая 1976 года. Похоронен на Байковом кладбище (участок № 33).

## Научная деятельность
Основные направления научных исследований — селекция и семеноводство хлопчатника. Раскрыл закономерности наследственного изменения хлопчатобумажных растений при отдалённой гибридизации и разработал методы ускорения селекционного процесса. Получил ряд тонковолокнистых сортов с компактным габитусом куста, отличающихся высокой урожайностью, скороспелостью и хорошими технологическими качествами волокна. Впервые в СССР вывел сорта хлопчатника с естественно окрашенным волокном, который был стратегическим сырьем во время Великой Отечественной войны (камуфляж из натурального хлопка коричневого и зелёного расцветок, не распознаваемый с воздуха). Автор ценных сортов тонковолокнистого хлопчатника. Доктор биологических наук, профессор, член АН Туркменской ССР (с 1959 года).

## Награды и звания
- Заслуженный деятель наук Туркменской ССР;
- заслуженный агроном Туркменской ССР;
- Герой Социалистического Труда (1965) — за высокие достижения в выведении новых сортов хлопчатника)[3];
- три ордена Красного Знамени;
- два ордена «Знак Почёта»;
- две медали СССР;
- малая золотая медаль ВДНХ;
- Золотая медаль имени И. В. Мичурина.